# Broeders van Liefde

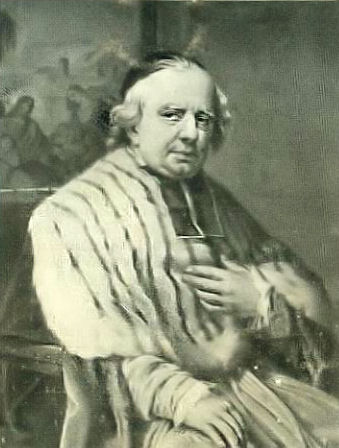
Kanunnik Petrus Jozef Triest

De congregatie Broeders van Liefde (Latijn: Fratres Caritate) is een rooms-katholieke congregatie van pauselijk recht die op 28 december 1807 door kanunnik Petrus Jozef Triest (1760-1836) als de Hospitaalbroeders van de H. Vincentius gesticht werd, aanvankelijk om zorg te dragen voor een groep bejaarden in de Bijloke in Gent.

## Doel en activiteiten
Vanaf 1815 legden de broeders zich toe op de zorg voor geesteszieken en werd dit in de loop der jaren hun hoofdactiviteit. De congregatie groeide uit tot een organisatie met vestigingen in 26 landen (België, Roemenië, Ierland, Verenigd Koninkrijk, Oekraïne, Italië, Indonesië, Japan, Filipijnen, India, Pakistan, Sri Lanka, Papoea-Nieuw-Guinea, Canada, Verenigde Staten, Peru, Brazilië, Congo-Kinshasa, Rwanda, Burundi, Zuid-Afrika, Tanzania, Ivoorkust, Kenia en Vietnam).
De patroonheilige van de congregatie is de H. Vincentius a Paulo. Haar hoofdzetel bevond zich tot in 1967 in Gent en werd dat jaar overgeplaatst naar Rome. Van 2000 tot 2023 was br. René Stockman de elfde Generale Overste.

## Geschiedenis
Enkele mijlpalen in de geschiedenis van de congregatie van de Broeders van Liefde zijn de volgende stichtingen:
- 1814: de eerste school voor dagonderwijs in Gent,
- 1815: zorg voor geesteszieken in Gent, die bevrijd worden uit hun boeien,
- 1826: opleiding van doven in Gent,
- 1835: orthopedagogisch centrum Koninklijk Instituut Woluwe in Brussel,
- 1865: vertrek naar Canada van enkele broeders die er de eerste buitenlandse vestiging stichten,
- 1911: vertrek van de eerste broeders-missionarissen naar Congo-Kinshasa,
- 1992: stichting in Roemenië.
- 1924: in Tessenderlo werd een eerste aparte eerste technische school opgericht

Voor het interne leven van de Congregatie waren de volgende gebeurtenissen belangrijk:
- 1899: erkenning van de congregatie als instituut van pauselijk recht,
- 1967: vestiging van het hoofdbestuur in Rome.

## Leiding

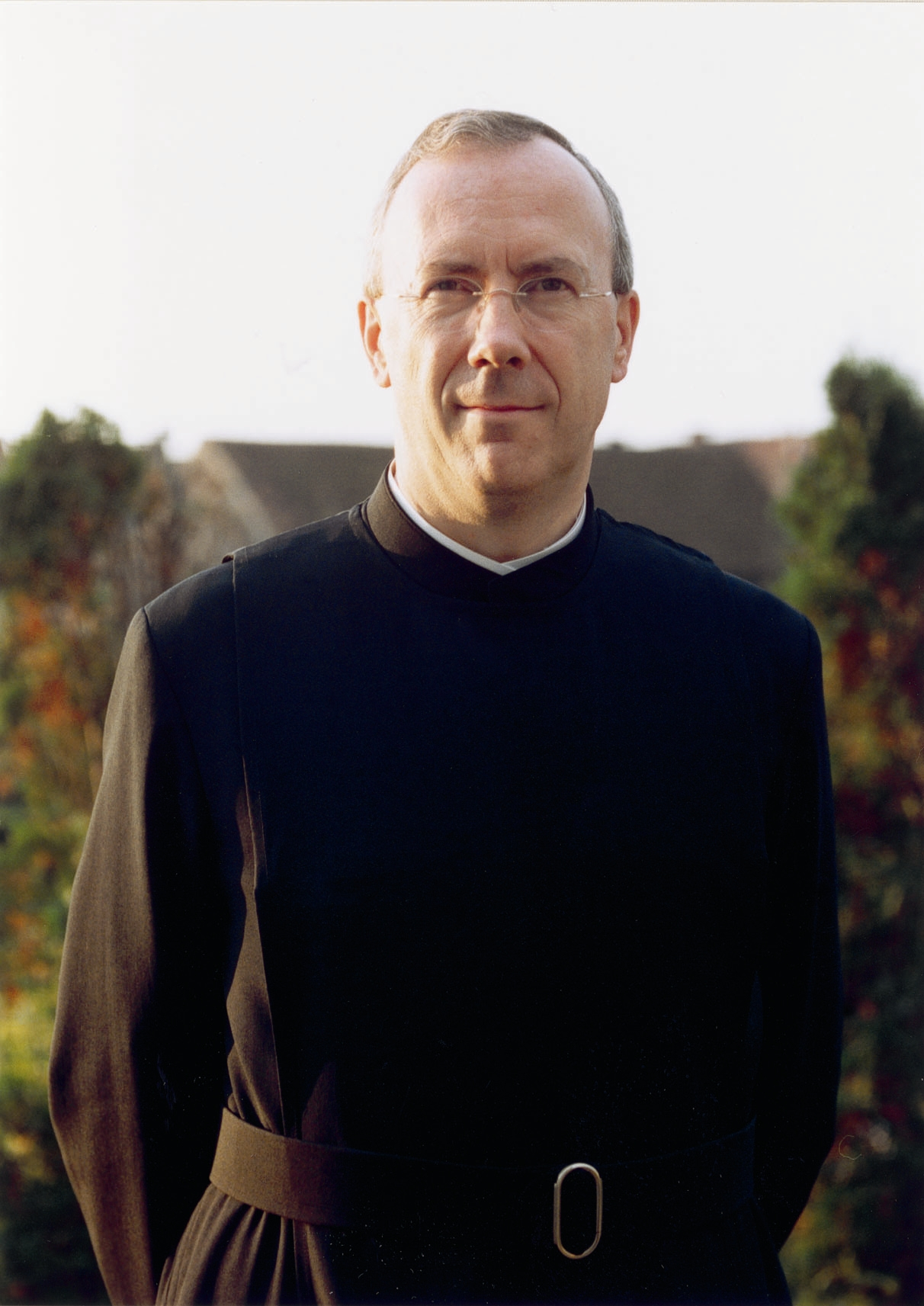
Generaal overste René Stockman

Binnen de hiërarchie van de Congregatie is steeds een hoofdrol van leiding geven, initiatief nemen en stimuleren gespeeld door de generale overste. Dit waren opeenvolgend:
- 1810-1832: Bernardus De Noter (1749-1832)
- 1832-1862: Aloysius Bourgois (1796-1874)
- 1862-1865: Gregorius Banckaert (1801-1868)
- 1865-1871: Aloysius Bourgois (1796-1874)
- 1871-1876: Nicolaas Vercauteren (1821-1876)
- 1876-1922: Amedeus Stockmans (1844-1922)
- 1922-1945: Filemon S'papen (1863-1945)
- 1946-1958: Warner de Beuckelaer (1899-1958)
- 1958-1967: Koenraad Reichgelt (1899-1993)
- 1967-1976: Agnel Degadt (1916-2001)
- 1976-2000: Waldebert Devestel (1930-2022)
- 2000-heden: René Stockman (°1954)

## Structuur

### Wereldwijd
De congregatie is internationaal opgedeeld in vier provincies, die elk een aantal regio's tellen, waarbinnen de werking is georganiseerd. Het hoofdbestuur resideert in Rome, waar het in de gebouwen van de congregatie ook gastvrijheid verleent aan het Belgisch College te Rome.
- provincie Afrika
  - regio Congo-Kinshasa, Rwanda, Burundi, Kenia en Tanzania
  - regio Zuid-Afrika
  - regio Ivoorkust
- provincie Amerika
  - regio Verenigde Staten en Canada
  - regio Brazilië
  - regio Peru
- provincie Azië
  - regio Pakistan en India
  - regio Sri Lanka en Indonesië
  - regio Vietnam, Japan, de Filipijnen en Papoea-Nieuw-Guinea
- provincie Europa
  - regio België, Roemenië en Oekraïne Sint-Vincentius
  - regio Nederland Sint-Maria
  - regio Verenigd Koninkrijk en Ierland (land)
  - regio Italië

### België
De Belgische, Sint-Vincentiusregio bevat naast België ook Roemenië en Oekraïne. In deze regio wonen en werken ongeveer 60 broeders. De regio is actief op congregationeel (kerk) en apostolaatsvlak (wereld).
In België zijn de Broeders van Liefde op congregationeel vlak actief in kleine leefgemeenschappen en proberen hun spiritualiteit te beleven in onderlinge liefde en in liefde voor God en voor hun medemens. De meeste van het dertigtal kloosters zijn verbonden aan een school, een psychiatrisch of orthopedagogisch centrum of een ander initiatief. De broeders hebben er veelal een taak als verantwoordelijke, medewerker of vrijwilliger.
Deze activiteiten worden georganiseerd vanuit de Organisatie Broeders van Liefde vzw. Zij telt 14.000 medewerkers en staat in voor de uitbating van vele initiatieven in zorg, onderwijs en sociale economie.
In België zijn de Broeders van Liefde op pastoraal vlak vooral actief in drie grote sectoren:
- sector verzorgingsinstellingen: dit zijn instellingen die zich met geestelijke gezondheidszorg bezighouden, bijvoorbeeld psychiatrische ziekenhuizen, initiatieven voor beschut wonen en centra voor geestelijke gezondheidszorg evenals rustoorden. De Broeders van Liefde baten veertien psychiatrische ziekenhuizen uit. In 2007 werd naar schatting zestig procent van de 3.500 psychiatrische bedden in Vlaanderen door hen beheerd,
- sector welzijn: dit zijn instellingen die zich met orthopedagogische zorg bezighouden, bijvoorbeeld een orthopedagogisch centrum, en initiatieven die zich met kinderopvang bezighouden, ook het buitengewoon onderwijs behoort tot deze sector,
- sector onderwijs: dit zijn instellingen die zich met kleuter-, lager, secundair, onderwiis bezighouden. Onder deze sector resorteren ook drie internaten.

Verder besteden de Broeders van Liefde ook grote aandacht aan nieuwe noden in de samenleving en wil een antwoord bieden voor nieuwe noodsituaties.
- Gastenverblijf voor activiteiten die verstillen, verdiepen of verbinden: Menas Sint-Maria-Aalter
- twee onthaaltehuizen voor armen: Les Sauvèrdias in Jambes en Huize Triest in Gent

Ook zijn er nog een reeks kleinschalige opvang- en begeleidingsinitiatieven voor specifieke doelgroepen, bijvoorbeeld in het:
- Bloemenstad VZW en 't Leebeekje VZW.

Ook wordt aan vorming, onderzoek en onderwijs veel aandacht besteed door de Broeders van Liefde, en dit in samenwerking met universitaire instellingen in binnen- en buitenland, bijvoorbeeld:
- International Institute Canon Triest vzw.

De Broeders van Liefde leven en werken vanuit een eigen en specifieke spiritualiteit en proberen een antwoord te geven op actuele noden. Het kind, de jongere of de volwassene die opvoeding en zorg nodig heeft, staat altijd centraal.

### Nederland
De congregatie Broeders van Liefde werd in 1894 actief in Nederland. Het domein 'De Heihoef' in Stratum werd toen gekocht van de paters Redemptoristen, waar een pensionaat werd geopend dat in 1898 de naam 'Eikenburg' kreeg. Vervolgens werd in 1907 een psychiatrische inrichting te Venray begonnen die later is opgegaan in de ggz-instelling Vincent van Gogh. In 1914 openden zij een soortgelijke instelling Sint Bavo te Noordwijkerhout. Vanaf 1924 werden scholen opgericht in Tilburg, Kaatsheuvel, Roermond, Nijmegen, Den Haag en Etten-Leur. In 1934 kwam de Nederlandse congregatie los van België te staan. In 1949 werden de
Broeders van de Heilige Norbertus van Elshout opgenomen in de congregatie. De broeders zijn in Nederland niet meer actief, de laatste leden wonen in Eindhoven.

## Ontwikkelingssamenwerking
Hoewel de Broeders van Liefde in oorsprong geen missionerende congregatie waren, werd in 1911 toch een traditie ingeluid door vijf broeders naar het toenmalige Belgisch-Kongo te sturen, meer bepaald naar Lusambo. Naderhand gingen ze eveneens naar Rwanda en Burundi, en vanaf 1928 naar Transvaal in Zuid-Afrika. In 1929 trokken enkele broeders, voornamelijk Nederlanders, naar Indonesië, en in 1936 naar India, waar ze gedurende een tiental jaren actief waren.

### Ngo
In 1967 werd de ngo Caritate Aegrorum Servi (Caraes) vzw opgericht, met als doel de Belgische initiatieven van de Broeders van Liefde in de ontwikkelingslanden te ondersteunen. Het eerste concrete doel was hulp te bieden in het psychiatrische ziekenhuis te Ndera in Rwanda. Er kwam weldra vraag om ook andere initiatieven te ondersteunen. Het werken met een gestructureerde vzw (ngo) voor ontwikkelingssamenwerking (met erkenning vanwege de Belgische overheid sinds 1978) bleek immers een werkbare formule. De activiteiten werden met de jaren geografisch uitgebreid tot 16 landen:
- Latijns-Amerika: Brazilië, Peru
- Afrika: Burundi, DR Congo, Ivoorkust, Kenya, Rwanda, Zuid-Afrika, Tanzania
- Azië: Filipijnen, India, Indonesië, Mongolië, Pakistan, Papoea Nieuw-Guinea, Vietnam.

De projecten van Caraes worden gefinancierd door eigen middelen (giften), aangevuld met overheidssubsidies. In België kwamen die van de Directie Generaal voor Ontwikkelingssamenwerking van de federale overheid (DGOS), de Vlaamse Gemeenschap, provinciale en gemeentelijke overheden. ER wordt ook samengewerkt met andere organisaties, zoals Memisa, DMOS, Protos, Alians, Foncaba, Handicap International, Caritas Internationalis, RET, Volens, CBM, Misereor en vele andere… In België ondersteunt Caraes het Platform Handicap en Ontwikkelingssamenwerking en is het lid van de Vlaamse ngo-koepel Coprogram.
Doorheen de jaren kwam er een naamsverandering van Caraes naar Fracarita en evolueerde de werking van louter materiële en financiële hulp naar uitbreiding met het ter beschikking stellen van personen (vrijwilligers en coöperanten). De klemtoon kwam te liggen op vorming en opleiding van lokale medewerkers, die de toekomst zijn voor de lokale hulpverlening.
Fracarita ondersteunt aldus de drie hoofddomeinen waarin de Broeders van Liefde deskundig zijn: onderwijs en opleiding, orthopedagogische zorg en geestelijke gezondheidszorg.

### Verenigde Naties
Sinds 1996 hebben de Broeders van Liefde consultatieve status bij de Economische en Sociale Raad van de Verenigde Naties. Ze gebruiken deze status om in dialoog te treden met de wereldwijde gemeenschap o.a. omtrent het lenigen van de materiële, spirituele en psychologische noden van kansarmen.
In hun communicatie met de structuren van de Verenigde Naties vragen de Broeders van Liefde aandacht voor de zorg voor verworpen, uitgestoten of ondergewaardeerde mensen: vluchtelingen, straatkinderen, personen met een mentale of andere handicap, laaggeschoolden, enz.

### Psychiatrische zorg in Burundi
In 1979 opende de Congregatie het Centre Neuro-Psychiatrique Kamenge (CNPK).
In 2011 werd een tweede psychiatrisch centrum gebouwd in Gitega, de tweede grootste stad van het land. De Belgische overheid (DGD) financierde een groot deel van het nieuwe gebouw via Caraes. Een kleine hospitalisatie-eenheid voor 16 patiënten werd in gebruik genomen.

### Psychiatrische zorg in Indië
In december 2011 sloten de abdij van Averbode en de Broeders van Liefde een samenwerkingsakkoord voor de ontwikkeling van geestelijke gezondheidszorg in India, meer bepaald voor de psychiatrische zorgverlening in het rehabilitatiecentrum Shanthi Bhavan dat deel uitmaakt van de Shanti Charitable Society. Indische Broeders van Liefde namen de begeleiding op zich van de psychiatrische patiënten in Santhi Bhavan (Calicut), terwijl een Broeder van Liefde verantwoordelijk werd voor de training van medewerkers in de geestelijke gezondheidszorg in Ranchi, Karaikudi en Calicut.

### Psychiatrische zorg in Ethiopië
In 2008 werd de Congregatie actief in Ethiopië, met een vormingsgemeenschap in Addis Adeba.
Op vraag van de Ethiopische overheid, de Ethiopische Katholieke Kerk en de Ethiopische ngo National Initiative for Mental Health nam de Congregatie in december 2011 het management van het Gefersa Centrum over. Dit centrum, in de buurt van de hoofdstad gelegen, is vernieuwd en biedt plaats voor 200 patiënten. Het is het enige psychiatrische ziekenhuis in dit land met 85 miljoen inwoners, naast dat van Addis Abeba.
De Congregatie stelt zich tot doel van het Gefersacentrum een voorbeeldvoorziening te maken op het vlak van behandeling en genezing van de patiënten. Dezelfde voorbeeldfunctie wil bereikt worden wat betreft opleiding en onderzoek. Tevens wil het centrum als inspiratiebron fungeren voor gelijkaardige initiatieven in Ethiopië. In januari 2013 konden de patiënten hun intrek nemen in nieuwe gebouwen.

### Psychiatrische zorg in Tanzania
In 1998 onderzochten de Broeders van Liefde voor het eerst hoe zij in Tanzania een organisatie voor geestelijke gezondheidszorg konden oprichten. Men begon met een ambulante opvang van geesteszieken in Maendeleo, gevolgd door een opvang voor chronische geesteszieken in Marumba. Vervolgens werd besloten een nieuw centrum op te richten in Kasaka. Een domein van 40 ha werd door de lokale overheid afgestaan. De nieuwe gebouwen van het psychiatrisch centrum werden op 12 december 2012 ingehuldigd.

## Psychiatrische zorg in België en euthanasie
Begin 2017 werd door de organisatie van de psychiatrische instellingen van de Broeders van Liefde, voorgezeten door Raf De Rycke, een visietekst geschreven waarin voortaan euthanasie, volgens de Belgische wetgeving, in hun instellingen tot de mogelijkheden behoorde, niet enkel voor terminaal zieke patiënten, maar ook voor mensen die gebukt gingen onder ernstig psychisch lijden. Ze kwamen hiermee naar buiten op het tijdstip dat de generale overste van de congregatie, broeder René Stockman, een diametraal tegengestelde overtuiging had uitgedrukt in het boekje (geschreven samen met de psychiaters Marc Calmeyn en Marc Eneman en filosoof Herman De Dijn) Euthanasie bij psychisch lijden. Het hellend vlak dat overslaat? (Fracaritareeks, nr. 9, Uitg. Garant).
Als reactie lieten de Belgische bisschoppen een afkeurende stem horen over de visietekst in kwestie en riepen ze op tot "grote terughoudendheid en volgehouden dialoog" betreffende euthanasie bij ondraaglijk psychisch lijden.
Op 8 augustus 2017 liet het weekblad Tertio weten dat het Vaticaan dreigde met zware sancties tegen de Belgische provincie van de Broeders van Liefde. Na onderzoek had het Vaticaan vastgesteld dat de gemelde praktijken ingingen tegen de katholieke leer. De Belgische tak van de congregatie werd verzocht om binnen de maand schriftelijk te bevestigen dat ze zich aan de katholieke leer ter zake wilde houden. Deze maatregel diende te worden opgevolgd, op gevaar van kerkelijke sancties. De organisatie, o.l.v. van Raf De Rycke, moet daarbij ook de gepubliceerde visietekst herzien, in overeenstemming met de kerkelijke visie op het respect voor het leven. Indien dit niet het geval is, kunnen zij de erkenning als katholieke instelling verliezen.
Eind september 2018 greep de generaal-overste van de Broeders van Liefde in Rome, René Stockman, in in het aanslepend conflict. Hij beschuldigde enkele medebroeders van verduistering van meer dan een miljoen euro van de Broeders van Liefde. De Belgische Broeders van Liefde zouden een private stichting hebben opgericht en het geld daarnaar hebben overgebracht. Stockman dagvaardde daarop de betrokken medebroeders voor de burgerlijke rechtbank van Gent. Begin oktober 2018 besliste Stockman daarbovenop twee Vlaamse broeders met de hoogste functie in België en Europa niet te herbenoemen na een ambtstermijn van zes jaar. Voorzitter van de psychiatrische instellingen Raf De Rycke (zelf geen Broeder van Liefde), reageerde "geschokt en verontwaardigd op de respectloze behandeling van broeders die zich levenslang hebben ingezet".
In mei 2020 werd door de Vaticaanse Congregatie voor de Geloofsleer beslist dat vanaf 30 maart 2020 de psychiatrische ziekenhuizen van de vzw Organisatie Broeders van Liefde niet langer als katholieke instellingen beschouwd worden. De vzw blijft echter voorlopig voortwerken met dezelfde naam, missie en visie.

## Kindermisbruik in België
De geschiedenis van de Broeders van Liefde draagt ook de littekens mee van decennia van Seksueel misbruik binnen de Rooms-Katholieke Kerk. In 2011 verklaarde generaal-overste René Stockman voor de bijzondere Kamercommissie dat hij weet heeft van vijftien gevallen van seksueel misbruik van minderjarigen binnen zijn congregatie. In 2023 getuigde de familie Coghe in een documentairereeks Godvergeten over hun strijd voor de erkenning van het misbruik van hun licht mindervalide meisje in een instelling van de Broeders van Liefde. In deze documentaire getuigden een ex-pedagogisch directeur van een Broederschool en een ex-BOB'er dat René Stockman hen verhinderd heeft bij het onderzoeken van een klacht van seksueel misbruik van een mentaal gehandicapt meisje door een broeder die later in eerste aanleg schuldig is bevonden door de rechtbank van Kortrijk en in beroep is vrijgesproken op grond van twijfel of de bewuste broeder degene geweest is die het misbruik gepleegd heeft. De ex-BOB'er heeft hij bedreigd met het ontslag van diens vrouw bij een katholieke instelling. In een reactie op de documentaire erkent de congregatie dat de naam Broeders van Liefde meermaals viel en dat een zwart hoofdstuk uit de geschiedenis, jaren ’50, ’60, ’70 en ’80, werd belicht. De congregatie verontschuldigt zich voor elke vorm van seksueel misbruik in het verleden. Tot begin 2023 bleef René Stockman aan als generaal-overste.

## Voetnoten
1. ↑  Geert DE CUBBER, Vaticaan dreigt met sancties voor Broeders van Liefde, in: Tertio 9 augustus 2017.
2. ↑  Overste beschuldigt medebroeders. www.standaard.be. De Standaard (29 september 2018). Geraadpleegd op 10 oktober 2018.
3. ↑  Leidinggevenden Broeders van Liefde aan de kant geschoven. www.standaard.be. De Standaard (3 oktober 2018). Geraadpleegd op 10 oktober 2018.
4. ↑  Vaticaan straft Belgische Broeders van Liefde: psychiatrische instellingen niet langer ‘katholiek’. De Standaard. Gearchiveerd op 7 mei 2020. Geraadpleegd op 5 mei 2020.
5. ↑  Vijftien minderjarigen misbruikt bij Broeders van Liefde. Het Laatste Nieuws. Gearchiveerd op 12 september 2023. Geraadpleegd op 12 september 2023.
6. ↑  In de naam van de vader. vrt.be. Geraadpleegd op 13 september 2023.
7. ↑  Reactie op reportage Godvergeten. broedersvanliefde.be. Gearchiveerd op 12 september 2023. Geraadpleegd op 12 september 2023.